# Heldendenkmal der Roten Armee

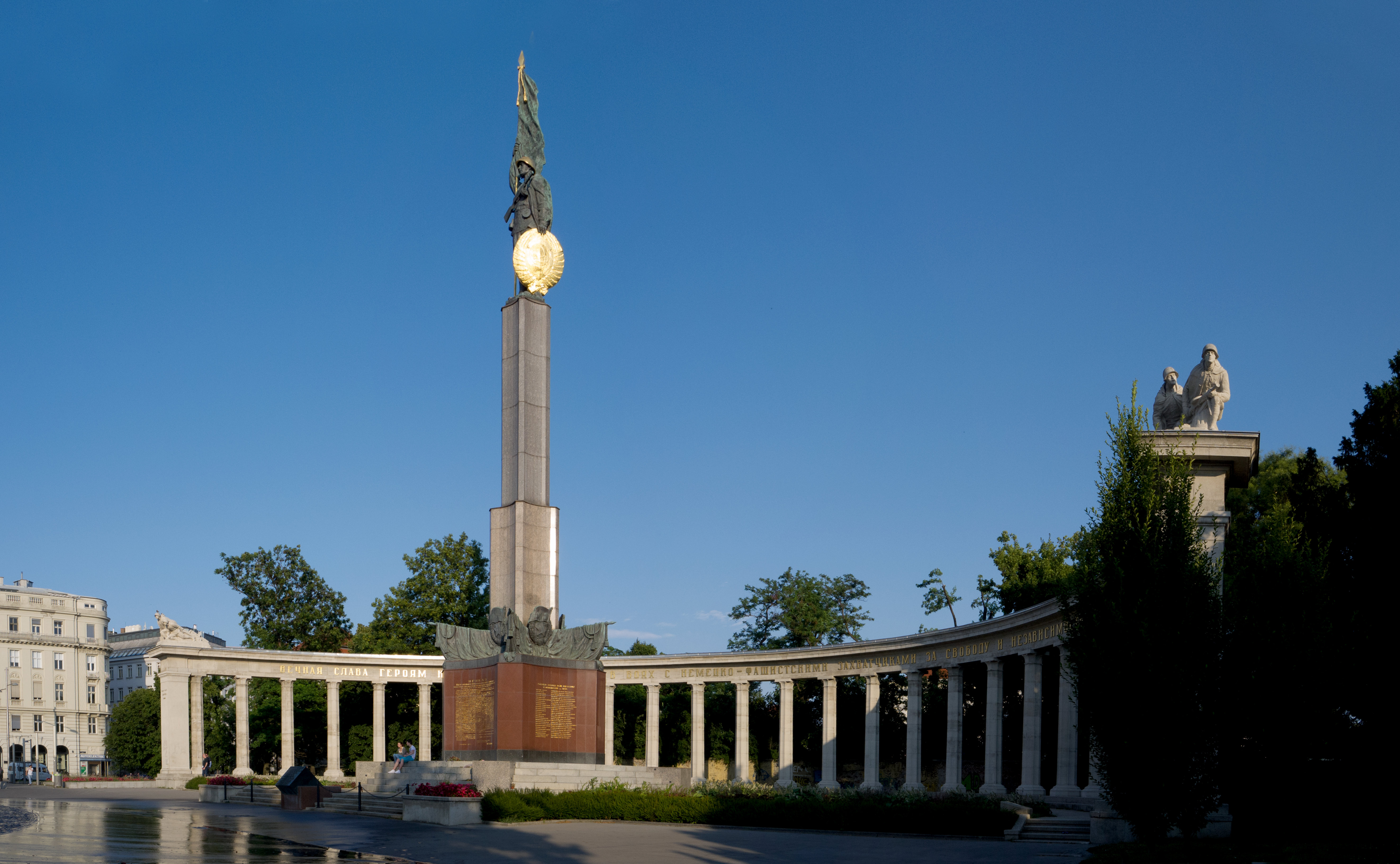
Das Heldendenkmal der Roten Armee am Schwarzenbergplatz (2013)

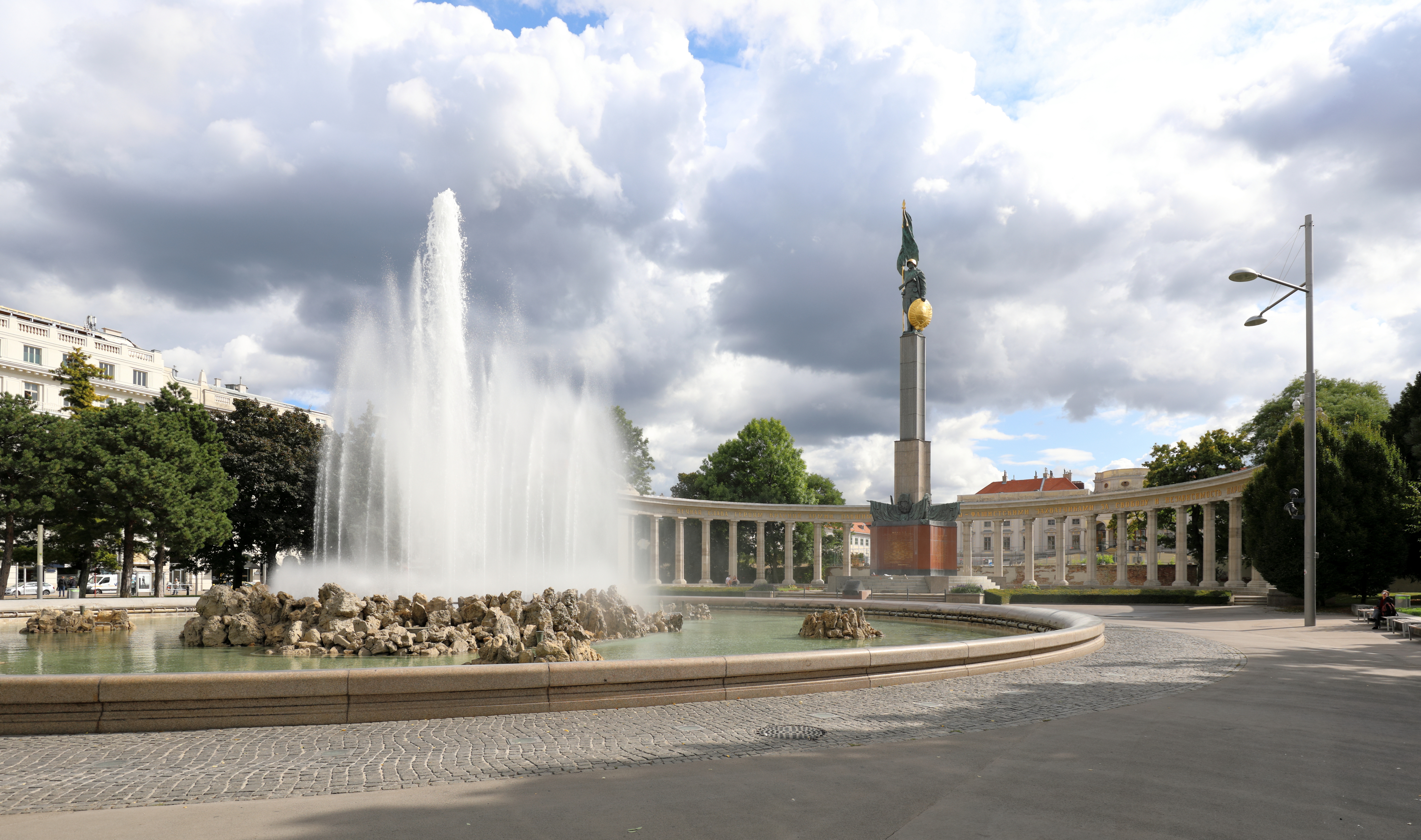
Wasserspiel (2019)

Das Heldendenkmal der Roten Armee (auch Russendenkmal, Befreiungsdenkmal, Siegesdenkmal, aber auch Erbsendenkmal) am Wiener Schwarzenbergplatz wurde 1945 zur Erinnerung an rund 17.000 bei der Schlacht um Wien gegen Ende des Zweiten Weltkrieges gefallene Soldaten der Roten Armee errichtet.

## Geschichte

### Architektur und Standbild

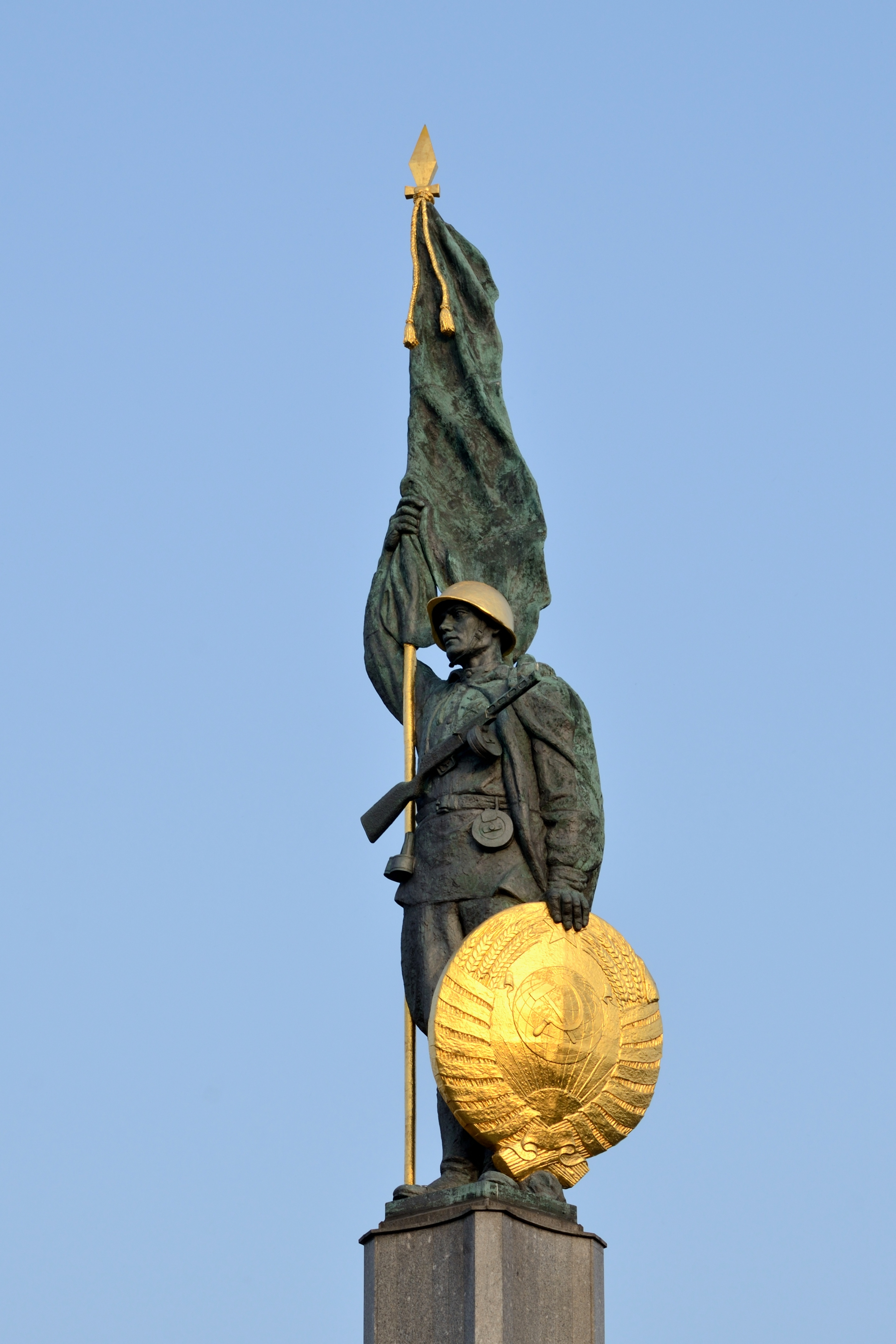
Das Wappen des Denkmals hat 17 Bänder, obwohl das echte Staatswappen der Sowjetunion maximal 16 Bänder hatte, so viele wie es in den meisten Sowjetrepubliken gab. Tatsächlich sollte das Wappen des Denkmals nur 11 Bänder haben, wie es das Sowjetische Ehrenmal im Berliner Tiergarten hat und das echte sowjetische Wappen zwischen 1936 und 1946, also auch während des Zweiten Weltkriegs, hatte.

Bereits im Februar 1945 fasste die Rote Armee den Beschluss, ein Siegesdenkmal zur damals noch bevorstehenden Schlacht um Wien zu errichten. Zu diesem Zweck wurde ein kleiner Architektenwettbewerb abgehalten, den Major S. G. Jakowlew mit einer Bleistiftskizze für sich entschied.
Ebenfalls noch bevor die Rote Armee Österreich erreicht hatte, formte der Bildhauer Leutnant Michail Awakowitsch Intesarjan mehrere Modelle für den auf der Spitze der mittigen, 20 Meter hohen Säule stehenden, eine Fahne und einen vergoldeten Schild mit dem Staatswappen der Sowjetunion haltenden Soldaten.

HINWEIS: Das Wappen des Denkmals hat 17 Bänder, obwohl das echte Staatswappen der Sowjetunion maximal 16 Bänder hatte, so viele wie es in den meisten Sowjetrepubliken gab (in den Jahren 1940–1956). Tatsächlich sollte das Wappen des Denkmals nur 11 Bänder haben, wie es das Sowjetische Ehrenmal im Berliner Tiergarten hat und das echte sowjetische Wappen zwischen 1936 und 1946, also auch während des Zweiten Weltkriegs, hatte.
Da für diese Arbeit, die während des Feldzugs durchgeführt wurde, kein Ton zur Verfügung stand, wurden Brotreste um eine Flasche modelliert.
Das Standbild auf hoher Säule ist von einer halbkreisförmigen Kolonnade mit 8 Meter Höhe und 26 Säulen umrahmt; an den beiden Enden steht auf der Kolonnade je eine Gruppe von zwei Kämpfern. Der eingemeißelte Text stammt vom russischen Dichter Sergei Michalkow, weiters sind am Säulenfuß zwei Stalin-Zitate zu lesen.
An der Kolonnade ist auf Russisch zu lesen:
Ewiger Ruhm den Helden der Roten Armee, die gefallen sind im Kampf gegen die deutsch-faschistischen Landräuber – für die Freiheit und Unabhängigkeit der Völker Europas.
In der Mitte der Hauptsäule ist ein langer Text, auf dem auf Russisch zu lesen ist:
Verordnung
Des Obersten Befehlshabers
An den Befehlshaber der Streitkräfte der 3. Ukrainischen Formation dem Marschall der Sowjetunion Toabuchin
Dem Generalstabschef der Formation Generalleutnant Ivanov
Die Truppen der 3. Ukrainischen Formation mit Unterstützung der 2. Ukrainischen Formation eroberten nach hartnäckigen Kämpfen
heute, am 13. April die österreichische Hauptstadt Wien – strategisch wichtige Verteidigungsdrehscheibe der
Deutschen auf dem Weg in die südlichen Regionen Deutschlands.
Während der Kämpfe um die Annäherung an Wien und um die Stadt Wien vom 16. März bis 13. April besiegten die Fronttruppen
elf Panzerdivisionen der Deutschen, darunter die 6. Panzerarmee der SS, nahmen
mehr als 130 Tausend feindliche Soldaten und Offiziere gefangen, zerstörten und erbeuteten 1345 Panzer
und selbstfahrende Waffen, 2250 Feldgeschütze und viele andere militärische Ausrüstung.
In den Kämpfen um die Einnahme der Stadt Wien zeichneten sich die Truppen von Generaloberst Glagolev, von Generalleutnant Zahwa-
taiwa, von Generalleutnant Petruschewski, Generalleutnant Petruschewski, von Generalleutnant Tichonow, von Generalleutnant Utvenko, von General-
leutnant Mironov, (und weitere Namen der Beteiligten Militärfunktionäre)... aus.
Heute, am 13. April um 21 Uhr, grüßt die Hauptstadt unserer Heimat, Moskau, die tapferen Truppen der 3. Ukrainischen Front im Namen des Vaterlandes, die die Stadt Wien erobert haben, mit vierundzwanzig Artilleriesalven aus dreihundertvierundzwanzig Kanonen.
Für die militärischen Aktionen erkläre ich den von Ihnen geführten Truppen, die an den Kämpfen für die Befreiung Wiens teilgenommen haben, meinen Dank.
Ewiger Ruhm den Helden, die in den Kämpfen um die Freiheit und Unabhängigkeit unserer Heimat gefallen sind!
Tod den deutschen Invasoren.
Oberbefehlshaber
Marschall der Sowjetunion I. STALIN
13. April 1945
Vor der mittigen Säule mit dem Standbild wurde ein gekippter Metallwürfel errichtet, auf dem in Deutsch und Russisch zu lesen ist:
Denkmal zu Ehren der Soldaten der Sowjetarmee, die für die Befreiung Österreichs vom Faschismus gefallen sind.
Darunter sind Intesarjan und Jakowlew als Gestalter des Denkmals genannt. Typografie und Text auf dem Würfel stimmen mit jenen des Denkmals nicht überein; der Würfel könnte später hinzugefügt worden sein.
Die Gesamtkoordination lag bei Major Ing. M. S. Schönfeld (auch: Schejnfeld). Angeblich war Schönfeld vom Deutschmeister-Denkmal auf dem Deutschmeisterplatz an der Wiener Ringstraße (vor dem Hintergrund der Rossauer Kaserne) so beeindruckt, dass er dieses als Vorbild für das Denkmal nahm.

### Standort und Errichtung
Für das Denkmal wurden von der Roten Armee mehrere Standorte in Erwägung gezogen, unter anderem im Prater, errichtet wurde es im 3. Bezirk am Südende des Schwarzenbergplatzes zwischen dem Hochstrahlbrunnen und dem Vorplatz des Palais Schwarzenberg. Das Haus der Industrie, in dem ab Herbst 1945 der Alliierte Rat tagte, befindet sich in Sichtweite des Denkmals (siehe auch: Besetztes Nachkriegsösterreich).
Zu den Bauarbeiten wurden österreichische Arbeitskräfte und deutsche Kriegsgefangene herangezogen. Bei der Herstellung der Statue des Rotarmisten, der in einer Gießerei an der Erdberger Lände gegossen wurde, wurden rund 15 Tonnen Bronze verarbeitet. Für die Säule wurden 300 Quadratmeter Engelsberger Marmor herangeschafft, außerdem etwa 2500 Kubikmeter Erde bewegt. Im Zuge dieser Arbeiten wurde auch der Hochstrahlbrunnen instand gesetzt.
Der südliche Teil des Schwarzenbergplatzes hieß vom 12. April 1946 bis zum 18. Juli 1956 Stalinplatz.
Der Roten Armee war die Errichtung des Heldendenkmals der Gefallenen wegen ein Anliegen, sie wollte aber auch ihre Leistungsfähigkeit präsentieren. Vor der Enthüllung des Denkmals hatten die Verantwortlichen die Sorge, dass das Tuch, mit dem das Denkmal verhüllt war, nicht planmäßig herabfallen würde. Major Schönfeld inspizierte die Verhüllung daher sicherheitshalber von einer Drehleiter der Wiener Feuerwehr aus, um unliebsame Zwischenfälle zu vermeiden.

### Enthüllung, Obhut
Unter den Rednern bei der Enthüllung des Siegesdenkmals am 19. August 1945, die auch live im Rundfunk übertragen wurde, befanden sich von österreichischer Seite Staatskanzler Karl Renner, die Staatssekretäre (entsprach damals Minister) Leopold Figl und Ernst Fischer (somit Vertreter aller drei die Provisorische Staatsregierung bildenden Parteien) sowie der Bürgermeister von Wien, General a. D. Theodor Körner. Diese Politiker hatten eine Gratwanderung zu absolvieren: Sie sollten der Sowjetunion die Dankbarkeit Österreichs für die Befreiung vom Nationalsozialismus zeigen, durften dies aber nicht übertreiben. Die provisorische Regierung Renner wurde von den Westalliierten nämlich vorerst für eine russische Marionettenregierung gehalten und war daher von Großbritannien, Frankreich und den Vereinigten Staaten noch nicht anerkannt. Dieser Einschätzung der Westalliierten durfte man keinen Vorschub leisten.
Das Denkmal wurde am Tag seiner Enthüllung der Wiener Stadtverwaltung übergeben, die sich verpflichtete, es instand zu halten, zu restaurieren und zu bewachen.

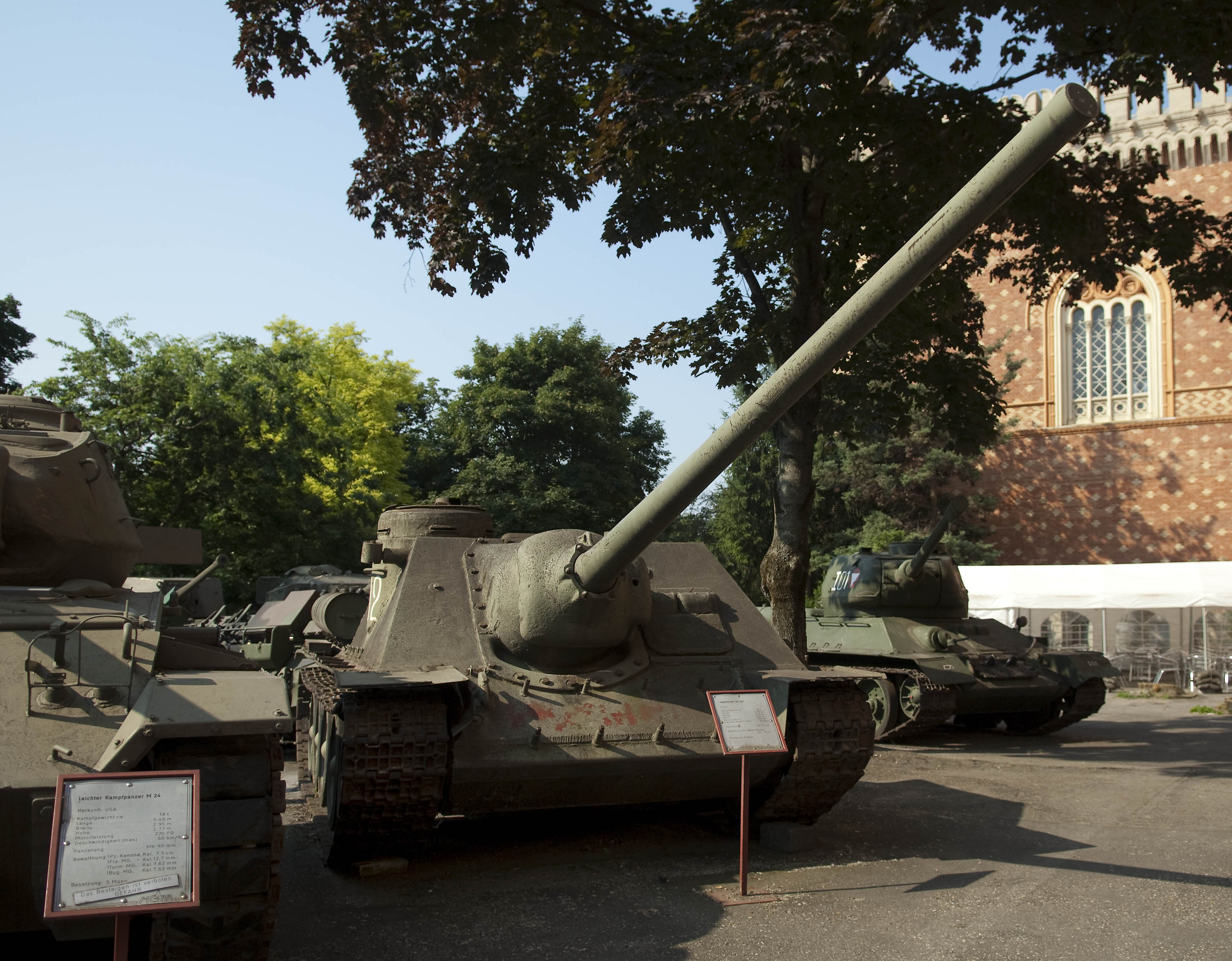
Der SU-100 am heutigen Standort im Heeresgeschichtlichen Museum (2010)

Die von der Stadtverwaltung herausgegebene Rathaus-Korrespondenz berichtete am 6. November 1947:
„Ehrung der gefallenen Sowjetsoldaten durch die Stadt Wien am Jahrestag der Oktoberrevolution.
Anläßlich des 30. Jahrestages der Oktoberrevolution in Rußland fanden heute vor dem Befreiungsdenkmal auf dem Stalinplatz und bei den russischen Soldatengräbern auf dem Zentralfriedhof offizielle Feiern durch die Stadt Wien statt, an denen zahlreiche Vertreter der Wiener Stadtregierung teilnahmen.“
Die Verpflichtung Österreichs, dieses und ähnliche Denkmäler zu erhalten, wurde 1955 in Art. 19 des Staatsvertrages mit den vier Besatzungsmächten fixiert. Die Rotarmisten, die beim Denkmal bestattet waren, wurden später exhumiert und auf dem Wiener Zentralfriedhof beigesetzt. Der ebenfalls hier aufgestellte Jagdpanzer SU-100 wurde dem Heeresgeschichtlichen Museum im Arsenal überlassen. Das Befreiungsdenkmal wurde 2009 grundlegend restauriert.

### Rezeption
Von Einheimischen wurde das Denkmal auch Denkmal des unbekannten Plünderers, Erbsendenkmal oder Erbsenprinz genannt. Die mit dem Wort Erbsen beginnenden Bezeichnungen sind vermutlich auf eine Erbsenspende oder auch Maispende genannte Hilfsaktion zurückzuführen, bei der am 1. Mai 1945 auf Anordnung Stalins 1000 Tonnen Erbsen an die hungernde Bevölkerung verteilt wurden. Bis heute ist die Bezeichnung Russendenkmal geläufig, obwohl die Rote Armee aus Soldaten aller Nationalitäten der Sowjetunion bestand.

## Besondere Ereignisse

### Attentatsplan
1947 wurde zwei 19-jährigen Männern und einer 25-jährigen Frau der Prozess gemacht, die Anschluss an eine Werwolfgruppe des NS-Untergrunds suchten und laut einem Beamten der Staatspolizei ein Bombenattentat auf das Heldendenkmal mit illegal gehortetem Sprengstoff planten.
Nach der Verurteilung der Verdächtigen unterstützte der sozialdemokratische Innenminister Oskar Helmer ein Gnadengesuch. Angeblich hatte der kommunistische Staatspolizeichef Heinrich Dürmayer den Fall aufgebauscht, um bei den sowjetischen Besatzern gut dazustehen. Er wurde vom Innenminister seines Amtes enthoben.

### Mordfall Faber
Am 15. April 1958 wurde hinter der Kolonnade eine Frauenleiche, Ilona Faber, gefunden. Einem Verdächtigen wurde der Prozess gemacht, wegen Stimmengleichheit der Geschworenen wurde er freigesprochen. Der Fall war damals Gegenstand intensiver Berichterstattung in den Medien.

### Versuchter Sprengstoffanschlag
Am 18. August 1962 wurde auf dem Sockel des Befreiungsdenkmals eine Tasche mit einem Sprengsatz gefunden, der entschärft werden konnte. In der Tasche gefundene Schriftstücke und weitere Bombenfunde in Österreich wiesen nach Italien, wo tatsächlich mehrere Verdächtige ausgeforscht werden konnten. Der Hauptverdächtige wurde zu neun Jahren und vier Monaten Haft verurteilt; er starb kurz danach. Die Strafen der übrigen Verurteilten wurden in Berufungsverhandlungen stark reduziert.

### Solidaritätsbekundung mit der Ukraine nach der russischen Invasion 2022
Vier Tage nach Beginn des Einmarschs des russischen Heers in die Ukraine, wurde in der Nacht zum 1. März 2022 die private Mauer hinter dem Denkmal in Gelb und Blau, den Nationalfarben der Ukraine, gestrichen, um Solidarität mit dem überfallenen Land auszudrücken.